# Јоже Смоле
Антон Јоже Смоле (Љубљана, 12. јун 1927 — Љубљана, 31. октобар 1996), новинар, друштвено-политички радник СР Словеније и амбасадор СФРЈ.

## Биографија
Рођен је 12. јуна 1927. године у Љубљани. 
Од 1941. године био је омладински активиста у окупираниј Љубљани. Након капитулације Италије, 1943. године ступио је у Народноослободилачку војску Југославије (НОВ). Био је секретар Савеза комунистичке омладине Југославије (СКОЈ) у 30. словеначкој дивизији. 
После  ослобођења Југославије, био је главни уредник омладинског листа „Младина“, спољно-политички уредник листа „Омладина“, дописник Телеграфске агенције нове Југославије (ТАНЈУГ) у Атини и Њујорку, а потом спољнополитички уредник листа „Борба“ и главни уредник листа „Дело”. 
Завршио је Вишу политичку школу у Београду. Био је члан сталног дела Конференције СКЈ, Савезног одбора Савеза новинара Југославије и Председништва Југословенске лиге за мир.  Током 1969. и 1970. године био је шеф Кабинета председника СФРЈ Јосипа Броза Тита. Од 1975. до 1978. године обављао је функцију амбасадора СФРЈ у Москви.
Био је посланик Скупштине СР Словеније шестог сазива и посланик Скупштине СФРЈ петог сазива. За члана Централног комитета Савеза комуниста Словеније биран је на Четвртом и Петом конгресу СК Словеније. 
Умро је 31. октобра 1996. године у Љубљани.

## Одликовања
Јоже Смоле је носилац више одликовања:
- Орден братства и јединства са сребрним венцем
- Орден рада са сребрним венцем
- Орден за храброст

## Књиге
Јоже Смоле објавио је књиге: 
- Тито у Азији, 1955. године
- Пробуђена Африка, 1956. године
- Спољна политика Југославије, 1958. године
- Југословенски поглед на коегзистенцију, 1959. године
- Данашња Камбоџа, 1959. године
- Шта је добила словеначка омладина у новој Југославији, 1964. године